# 弗雷德里克县 (弗吉尼亚州)
弗雷德里克縣（英語：Frederick County）是美国弗吉尼亚州最北部的一個县，北鄰西維吉尼亞州，面積1076平方公里。根據2020年美國人口普查，共有人口91,419人。縣治溫徹斯特。該縣成立於1743年，縣名紀念英王喬治二世的長子弗雷德里克王子。